# Norton Internet Security
Norton Internet Security este un produs software creat și oferit de către compania americană Symantec Corporation care oferă soluții pentru prevenirea și eliminarea software-ului rău intenționat, control parental, un paravan de protecție, soluții anti-spam și protecție împotriva înșelăciunilor